# Timothy Randall
Timothy Randall (Hamilton, 19 de junio de 1986) es un deportista canadiense que compitió en bobsleigh en la modalidad doble. Ganó una medalla de bronce en el Campeonato Mundial de Bobsleigh de 2012, en la prueba por equipo.

## Palmarés internacional
| Campeonato Mundial | Campeonato Mundial           | Campeonato Mundial | Campeonato Mundial |
| Año                | Lugar                        | Medalla            | Prueba             |
| ------------------ | ---------------------------- | ------------------ | ------------------ |
| 2012               | Lake Placid (Estados Unidos) | Medalla de bronce  | Equipo             |